# 郭奕臣
郭奕臣（英語：Kuo I-Chen，1979年—）是一位台灣數位藝術家。

## 生平
1979年生於台灣高雄市。2007年畢業於臺北藝術大學科技藝術研究所，主修電子影音藝術。

## 主要展覽經歷
2004年受邀參加臺北雙年展「在乎現實嗎？」。2005年受邀威尼斯雙年展，同年獲得台北美術獎，之後短短數年間，陸續受邀參加第一屆新加坡國際雙年展、ZKM媒體藝術中心「亞洲新浪潮」展、首爾國際媒體藝術雙年展等重要展覽。2012年前往美國布魯克林駐村。2020年受邀參加臺北《白晝之夜》聯展、臺北當代藝術館《穿孔城市》聯展。於「2020台灣設計展」與總策展人劉真蓉爆發抄襲爭議。